# Längdskidåkning vid olympiska vinterspelen 1952

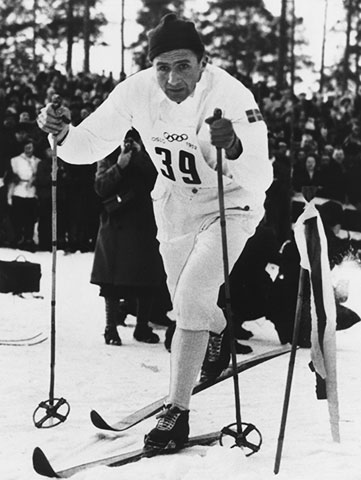
Nils "Mora-Nisse" Karlsson från Sverige kom till spelen med stora efterkrigsframgångar, men tog inte medalj i Oslo 1952.

Resultaten från längdskidåkning olympiska vinterspelen 1952 i Oslo, Norge. Spelen dominerades av Sverige, Norge och Finland.

## Herrar

### 18 kilometer
| Medalj | Tävlande         | Tid     |
| Guld   | Hallgeir Brenden | 1.01.34 |
| Silver | Tapio Mäkelä     | 1.02.09 |
| Brons  | Paavo Lonkila    | 1.02.20 |
| 4      | Heikki Hasu      | 1.02.24 |
| 5      | Nils Karlsson    | 1.02.56 |
| 6      | Martin Stokken   | 1.03.00 |
| 7      | Nils Täpp        | 1.03.35 |
| 8      | Tauno Sipilä     | 1.03.40 |

### 50 kilometer
| Medalj | Tävlande         | Tid     |
| Guld   | Veikko Hakulinen | 3.33.33 |
| Silver | Eero Kolehmainen | 3.38.11 |
| Brons  | Magnar Estenstad | 3.38.28 |
| 4      | Olav Økern       | 3.38.45 |
| 5      | Kalevi Mononen   | 3.39.21 |
| 6      | Nils Karlsson    | 3.39.30 |
| 7      | Edvin Landsem    | 3.40.43 |
| 8      | Harald Maartmann | 3.43.43 |

### 4x10 kilometer stafett
| Medalj | Lag                                                                        | Tid     |
| Guld   | (Heikki Hasu, Paavo Lonkila, Urpo Korhonen, Tapio Mäkelä)                  | 2.20.16 |
| Silver | (Magnar Estenstad, Mikal Kirkholt, Martin Stokken, Hallgeir Brenden)       | 2.23.13 |
| Brons  | (Nils Täpp, Sigurd Andersson, Enar Josefsson, Martin Lundström)            | 2.24.13 |
| 4      | (Gérard Perrier, Benoît Carrara, Jean Mermet, René Mandrillon)             | 2.31.11 |
| 5      | (Hans Eder, Friedrich Krischan, Karl Rafreider, Josef Schneeberger)        | 2.34.36 |
| 6      | (Arrigo Delladio, Nino Anderlini, Federico De Florian, Vincenzo Perruchon) | 2.35.33 |
| 7      | (Hubert Egger, Albert Mohr, Heinz Hauser, Rudi Kopp)                       | 2.36.37 |
| 8      | (Vladimír Šimůnek, Štefan Kovalčík, Vlastimil Melich, Jaroslav Cardal)     | 2.37.12 |

## Damer

### 10 kilometer
| Medalj | Tävlande            | Tid   |
| Guld   | Lydia Wideman       | 41.40 |
| Silver | Mirja Hietamies     | 42.39 |
| Brons  | Siiri Rantanen      | 42.50 |
| 4      | Märta Nordberg      | 42.53 |
| 5      | Sirkka Polkunen     | 43.07 |
| 6      | Rakel Wahl          | 44.54 |
| 7      | Marit Øiseth        | 45.04 |
| 8      | Margit Albrechtsson | 45.05 |

## Medaljligan
| Pl.    | Nation  | Guld | Silver | Brons | Totalt |
| ------ | ------- | ---- | ------ | ----- | ------ |
| 1      | Finland | 3    | 3      | 2     | 8      |
| 2      | Norge   | 1    | 1      | 1     | 3      |
| 3      | Sverige | 0    | 0      | 1     | 1      |
|        |         |      |        |       |        |
| Totalt | Totalt  | 4    | 4      | 4     | 12     |